# Kołobrulion

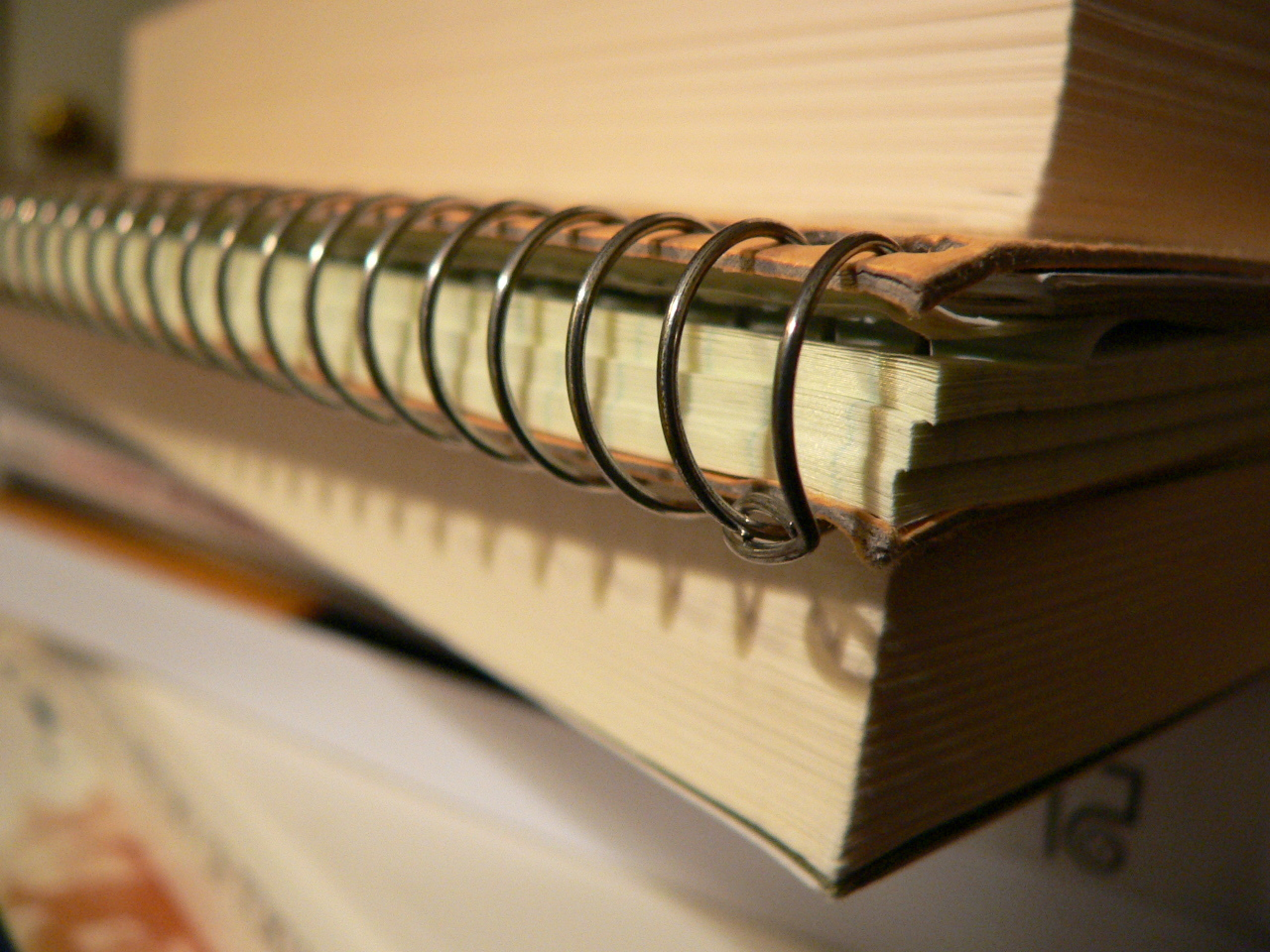
Kołonotatnik

Kołobrulion albo kołonotatnik – określenie zeszytu, którego kartki przymocowane są do okładki ruchomymi kółeczkami lub spiralą.
Do dzisiaj kołobruliony są w sprzedaży i można je kupić w sklepach z artykułami szkolnymi.